# Mistrzostwa Europy w Hokeju na Trawie Mężczyzn 2011

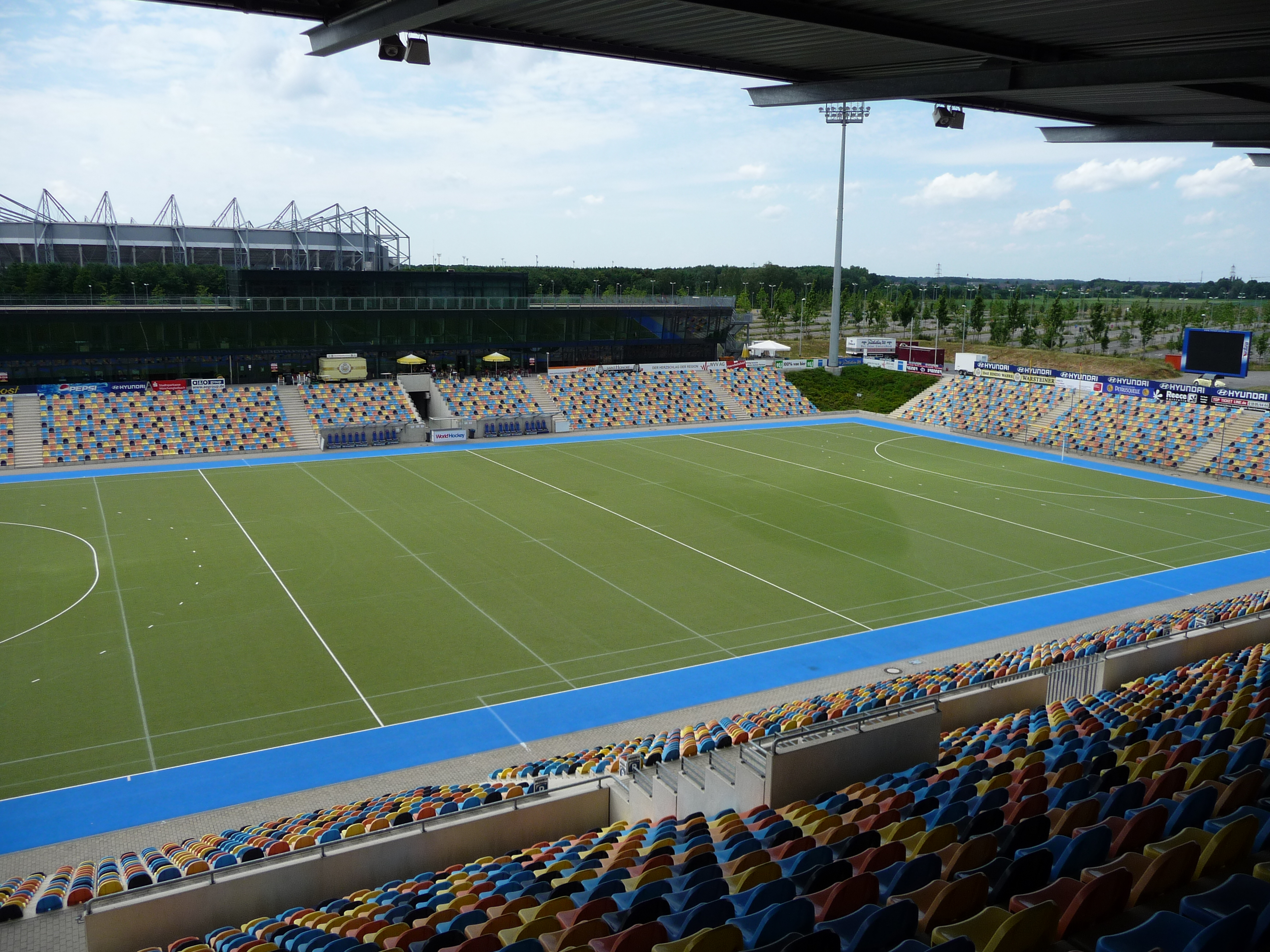
Warsteiner HockeyPark − miejsce rozgrywek

13. Mistrzostwa Europy w Hokeju na Trawie Mężczyzn odbyły się w dniach 20–28 sierpnia 2011 w Mönchengladbach. 
Medaliści turnieju (Niemcy, Holandia oraz Belgia) zakwalifikowali się do igrzysk olimpijskich w Londynie.

## Uczestnicy
| - Belgia - Hiszpania - Niemcy - Rosja | - Anglia - Francja - Holandia - Irlandia |

## Faza grupowa

### Grupa A

#### Wyniki
| Data - Czas         |           |           | Wynik |
| ------------------- | --------- | --------- | ----- |
| 20 sierpnia – 16:00 | Niemcy    | Belgia    | 3:1   |
| 20 sierpnia – 20:00 | Hiszpania | Rosja     | 5:0   |
| 22 sierpnia – 15:00 | Hiszpania | Niemcy    | 1:3   |
| 22 sierpnia – 17:00 | Belgia    | Rosja     | 7:1   |
| 24 sierpnia – 18:00 | Niemcy    | Rosja     | 7:0   |
| 24 sierpnia – 20:00 | Belgia    | Hiszpania | 3:2   |

#### Tabela
| Poz. | Reprezentacja | Pkt | Mecze | Mecze | Mecze | Mecze | Bramki | Bramki | Bramki |
| Poz. | Reprezentacja | Pkt | M     | Z     | R     | P     | zdob.  | str.   | bilans |
| ---- | ------------- | --- | ----- | ----- | ----- | ----- | ------ | ------ | ------ |
| 1    | Niemcy        | 9   | 3     | 3     | 0     | 0     | 13     | 2      | 11+    |
| 2    | Belgia        | 6   | 3     | 2     | 0     | 1     | 11     | 6      | 5+     |
| 3    | Hiszpania     | 3   | 3     | 1     | 0     | 2     | 8      | 6      | 2+     |
| 4    | Rosja         | 0   | 3     | 0     | 0     | 3     | 1      | 19     | 18−    |

### Grupa B

#### Wyniki
| Data – Czas         |          |          | Wynik |
| ------------------- | -------- | -------- | ----- |
| 21 sierpnia – 10:00 | Anglia   | Irlandia | 4:2   |
| 21 sierpnia – 14:00 | Holandia | Francja  | 8:1   |
| 22 sierpnia – 14:00 | Francja  | Irlandia | 0:2   |
| 22 sierpnia – 20:00 | Anglia   | Holandia | 3:4   |
| 24 sierpnia – 13:00 | Francja  | Anglia   | 1:8   |
| 24 sierpnia – 15:00 | Holandia | Irlandia | 7:4   |

#### Tabela
| Poz. | Reprezentacja | Pkt | Mecze | Mecze | Mecze | Mecze | Bramki | Bramki | Bramki |
| Poz. | Reprezentacja | Pkt | M     | Z     | R     | P     | zdob.  | str.   | bilans |
| ---- | ------------- | --- | ----- | ----- | ----- | ----- | ------ | ------ | ------ |
| 1    | Holandia      | 9   | 3     | 3     | 0     | 0     | 19     | 8      | 11+    |
| 2    | Anglia        | 6   | 3     | 2     | 0     | 1     | 15     | 7      | 8+     |
| 3    | Irlandia      | 3   | 3     | 1     | 0     | 2     | 7      | 11     | 4−     |
| 4    | Francja       | 0   | 3     | 0     | 0     | 3     | 2      | 18     | 16−    |

## Faza zasadnicza

### Mecze o miejsca 5-8.

#### Wyniki
| Data – Czas         |           |          | Wynik |
| ------------------- | --------- | -------- | ----- |
| 26 sierpnia – 14:00 | Rosja     | Irlandia | 2:8   |
| 26 sierpnia – 16:00 | Hiszpania | Francja  | 2:1   |
| 28 sierpnia – 08:30 | Rosja     | Francja  | 5:2   |
| 28 sierpnia – 10:30 | Hiszpania | Irlandia | 2:3   |

#### Tabela
| Poz. | Reprezentacja | Pkt | Mecze | Mecze | Mecze | Mecze | Bramki | Bramki | Bramki |
| Poz. | Reprezentacja | Pkt | M     | Z     | R     | P     | zdob.  | str.   | bilans |
| ---- | ------------- | --- | ----- | ----- | ----- | ----- | ------ | ------ | ------ |
| 1    | Irlandia      | 9   | 3     | 3     | 0     | 0     | 13     | 4      | 9+     |
| 2    | Hiszpania     | 6   | 3     | 2     | 0     | 1     | 9      | 4      | 5+     |
| 3    | Rosja         | 3   | 3     | 1     | 0     | 2     | 7      | 15     | 8−     |
| 4    | Francja       | 0   | 3     | 0     | 0     | 3     | 3      | 9      | 6−     |

#### Półfinały
|  |                                       |           |           |                                       |   |          |          |       |
|  | Półfinały                             | Półfinały | Półfinały |                                       |   | Finał    | Finał    | Finał |
|  | Półfinały                             | Półfinały | Półfinały |                                       |   | Finał    | Finał    | Finał |
|  | 26 sierpnia – 18:30 (Mönchengladbach) |           |           |                                       |   |          |          |       |
|  |                                       |           |           |                                       |   |          |          |       |
|  | Belgia                                | Belgia    | 2         |                                       |   |          |          |       |
|  | Belgia                                | Belgia    | 2         | 28 sierpnia – 15:30 (Mönchengladbach) |   |          |          |       |
|  | Holandia                              | Holandia  | 4         |                                       |   |          |          |       |
|  | Holandia                              | Holandia  | 4         |                                       |   | Holandia | Holandia | 2     |
|  | 26 sierpnia – 21:00 (Mönchengladbach) |           |           |                                       |   | Holandia | Holandia | 2     |
|  |                                       |           | Niemcy    | Niemcy                                | 4 |          |          |       |
|  | Niemcy                                | Niemcy    | Niemcy    | Niemcy                                | 4 | 3        |          |       |
|  | Niemcy                                | Niemcy    |           |                                       |   |          |          |       |
|  | Anglia                                | Anglia    | 0         |                                       |   |          |          |       |
|  | Anglia                                | Anglia    | 0         | Mecz o 3. miejsce                     |   |          |          |       |
|  |                                       |           |           |                                       |   |          |          |       |
|  | 28 sierpnia – 13:00 (Mönchengladbach) |           |           |                                       |   |          |          |       |
|  |                                       |           |           |                                       |   |          |          |       |
|  | Belgia                                | Belgia    | 1         |                                       |   |          |          |       |
|  | Belgia                                | Belgia    | 1         |                                       |   |          |          |       |
|  | Anglia                                | Anglia    | 2         |                                       |   |          |          |       |
|  | Anglia                                | Anglia    | 2         |                                       |   |          |          |       |

## Końcowa klasyfikacja
| Lp. | Drużyna   |
| --- | --------- |
|     | Niemcy    |
|     | Holandia  |
|     | Anglia    |
| 4.  | Belgia    |
| 5.  | Irlandia  |
| 6.  | Hiszpania |
| 7.  | Rosja     |
| 8.  | Francja   |